# Gatorade (merk)

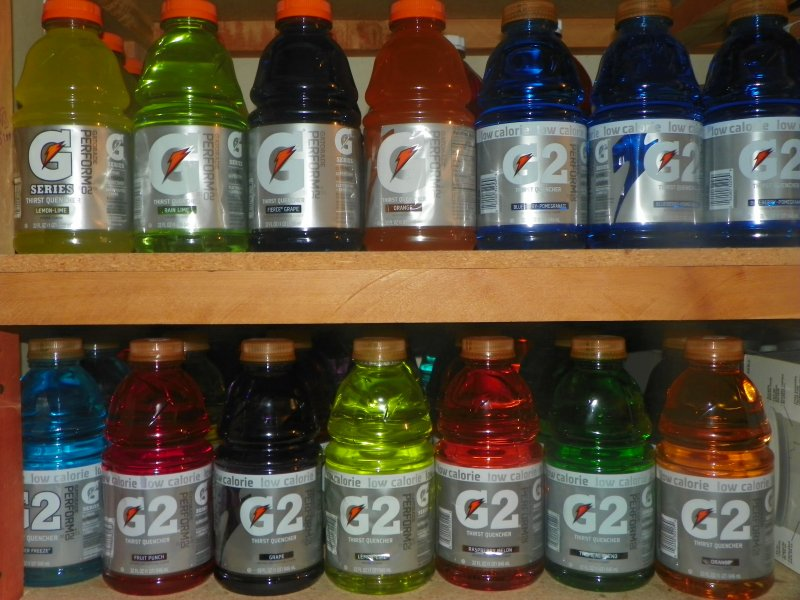
Gatorade

Gatorade is een sportdrank van Stokely-Van Camp die tegenwoordig gefabriceerd en gedistribueerd wordt door PepsiCo.
De drank wordt in 80 landen verkocht en werd ontwikkeld in 1965 in samenwerking met onderzoekers van de Universiteit van Florida. Stokely-Van Camp verkocht Gatorade in 1983 aan de Quaker Oats Company die de sportdrank terug verkocht in 2000, ditmaal aan PepsiCo.
Naast water en koolhydraten bevat de drank ook natrium- en kaliumzouten, ter compensatie van de zouten die door transpiratie uitgescheiden zijn.
Naast sportdranken produceert Gatorade ook eiwitrijke repen en poeders.
7Up ·
Cheetos ·
Doritos ·
Duyvis ·
Gatorade ·
Lay's ·
Looza ·
Mountain Dew ·
Pepsi ·
Quaker ·
Smiths ·
Snack a Jacks ·
Tropicana